# Лехія (Томашів-Мазовецький)
Робітничий спортивний клуб «Лехія» Томашів-Мазовецький (пол. Robotniczy Klub Sportowy Lechia Tomaszów Mazowiecki) — польський футбольний клуб з Томашева-Мазовецького, заснований у 1923 році. Виступає у Третій лізі. Домашні матчі приймає на Міському стадіоні.

## Історія назв
- 1923 — Робітничий спортивний клуб «Лехія»;
- 1949 — Спортивний клуб «Спуйня»;
- 1954 — Регіональний спортивний гурток «Спарта-Лехія»;
- 1956 — Робітничий спортивний клуб «Лехія».